# Alessandro Guidotti
Alessandro Guidotti, francoski general italijanskega rodu, * 1790, † 1848.
1. ↑  opac.vatlib.it